# Cassida capensis
Cassida capensis es un coleóptero de la familia Chrysomelidae.
Fue descrita científicamente en 2005 por Borowiec.